# Henri Coquand
Henri Coquand (Sinh 1813 ở Aix-en-Provence – Mất 1881 ở Marseille, Pháp) là một nhà địa chất học và nhà cổ sinh vật học người Pháp.
Năm 1841, ông lấy bằng tiến sĩ khoa học tại Paris, và sau đó là giáo sư địa chất tại Đại học Besançon, Poitiers và Marseille.
Từ những nghiên cứu địa chất của ông về vùng tây nam nước Pháp, ông đã giới thiệu các kỳ thuộc Creta muộn: Cognac, Santon và Champagne (1857).
Năm 1871, ông đề xuất kỳ Berrias thuộc Creta sớm, được đặt tên theo Berrias, một thị trấn thuộc tỉnh Ardèche.
Ông cũng tiến hành nghiên cứu địa chất / cổ sinh ở Tây Ban Nha, Algeria và Maroc.
Năm 1838, ông thành lập Bảo tàng Lịch sử Tự nhiên Aix-en-Provence ở Aix-en-Provence.
Từ năm 1862 đến năm 1870, ông là thành viên thông tấn của Ủy ban về các công trình Lịch sử và Khoa học, và từ năm 1871 đến năm 1881, ông là ủy viên hội đồng thành phố ở Marseille.
Khoáng vật "coquandit" được đặt theo tên ông; có công thức hóa học = Sb6O8(SO4)•(H2O).

## Các công trình chọn lọc
- Traité des roches considérées au point de vue de leur origine et de leur composition, 1856 – Treatises on rocks considered from the point of view of their origins and compositions.
- Description physique, géologique, paléontologique et minéralogique du département de la Charente, 1856 – Physical, geological, paleontological and mineralogical descriptions of the department of Charente.
- Géologie et paléontologie de la région sud de la province de Constantine, 1862 – Geology and paleontology of the region south of Constantine Province.
- Description géologique de la Province de Constantine, 1864 – Geological description of Constantine Province.
- Monographie de l'étage aptien de l'Espagne, 1865 – Monograph on the Aptian stage of Spain.
- Monographie du genre Ostrea. Terrain Crétacé, 1869 – Monograph on the genus Ostrea, Cretaceous terrain.[6]